# Кубок Англії з футболу 2013—2014
Кубок Англії з футболу 2013–2014 — 133-й розіграш найстарішого кубкового футбольного турніру у світі, Кубка виклику Футбольної Асоціації, також відомого як Кубок Англії. Вперше в історії у турнірі взяв участь клуб з Гернсі.

## Календар
| Раунд                        | Дата              | Клубів    | Нові клуби | Призова сума                               |
| ---------------------------- | ----------------- | --------- | ---------- | ------------------------------------------ |
| Екстрапопередній раунд       | 16-18 серпня 2013 | 737 → 370 | 370        | £ 1 500                                    |
| Попередній раунд             | 31 серпня 2013    | 552 → 392 | 135        | £ 1 925                                    |
| Перший раунд кваліфікації    | 14 вересня 2013   | 392 → 276 | 72         | £ 3 000                                    |
| Другий раунд кваліфікації    | 28 вересня 2013   | 276 → 196 | 44         | £ 4 500                                    |
| Третій раунд кваліфікації    | 12 жовтня 2013    | 196 → 156 | —          | £ 7 500                                    |
| Четвертий раунд кваліфікації | 26 жовтня 2013    | 156 → 124 | 24         | £ 12 500                                   |
| Перший раунд                 | 9 листопада 2013  | 124 → 84  | 48         | £ 18 000                                   |
| Другий раунд                 | 7 грудня 2013     | 84 → 64   | —          | £ 27 000                                   |
| Третій раунд                 | 4-5 січня 2014    | 64 → 32   | 44         | £ 67 500                                   |
| Четвертий раунд              | 25 січня 2014     | 32 → 16   | —          | £ 90 000                                   |
| П'ятий раунд                 | 15 лютого 2014    | 16 → 8    | —          | £ 180 000                                  |
| Шостий раунд                 | 8 березня 2014    | 8 → 4     | —          | £ 360 000                                  |
| Півфінали                    | 12-13 квітня 2014 | 4 → 2     | —          | £ 900 000                                  |
| Фінал                        | 17 травня 2014    | 2 → 1     | —          | Переможені £ 900 000 Переможці £ 1 800 000 |

## Кваліфікаційні раунди
Усі клуби, що беруть участь у змаганнях, але не грають Прем'єр-лізі або в Чемпіоншипі повинні пройти кваліфікаційні раунди.

## Перший раунд
На цій стадії турніру починають грати клуби з Першої та Другої ліг.
Матчі пройшли 8—11 листопада 2013 року.
| Дата                      | Господарі                   | Рахунок  | Гості                       | Глядачі |
| ------------------------- | --------------------------- | -------- | --------------------------- | ------- |
| 8 листопада               | Вімблдон (4)                | 1:3      | Ковентрі Сіті (3)           | 3 379   |
| 8 листопада               | Бристоль Роверз (4)         | 3:3      | Йорк Сіті (4)               | 4 654   |
| 19 листопада Перегравання | Йорк Сіті (4)               | 2:3      | Бристоль Роверз (4)         | 2 051   |
| 9 листопада               | Грімсбі Таун (5)            | 0:0      | Сканторп Юнайтед (4)        | 8 306   |
| 19 листопада Перегравання | Сканторп Юнайтед (4)        | 1:2      | Грімсбі Таун (5)            | 5 699   |
| 9 листопада               | Боргем Вуд (6)              | 0:0      | Карлайл Юнайтед (3)         | 901     |
| 19 листопада Перегравання | Карлайл Юнайтед (3)         | 2:1      | Боргем Вуд (6)              | 1 484   |
| 9 листопада               | Моркам (4)                  | 0:3      | Саутенд Юнайтед (4)         | 1 475   |
| 9 листопада               | Волсолл (3)                 | 3:0      | Шрусбері Таун (3)           | 3 338   |
| 9 листопада               | Сент-Албанс Сіті (7)        | 1:8      | Менсфілд Таун (4)           | 3 251   |
| 9 листопада               | Мілтон Кінз Донз (3)        | 4:1      | Галіфакс Таун (5)           | 4 049   |
| 9 листопада               | Тамворт (5)                 | 1:0      | Чентенгем Таун (4)          | 1 566   |
| 19 листопада              | Бері (4)                    | 0:0      | Кембридж Юнайтед (5)        | 1 712   |
| 3 грудня Перегравання     | Кембридж Юнайтед (5)        | 2:1      | Бері (4)                    | 3 342   |
| 9 листопада               | Корбі Таун (7)              | 1:2      | Довер Атлетік (6)           | 1 387   |
| 9 листопада               | Колчестер Юнайтед (3)       | 2:3      | Шеффілд Юнайтед (3)         | 2 509   |
| 9 листопада               | Оксфорд Юнайтед (4)         | 2:2      | Гейтсгед (5)                | 3 114   |
| 5 грудня Перегравання     | Гейтсгед (5)                | 0:1 (дч) | Оксфорд Юнайтед (4)         | 2 632   |
| 9 листопада               | Гартлпул Юнайтед (4)        | 3:2      | Ноттс Каунті (3)            | 3 313   |
| 9 листопада               | Рексем (5)                  | 3:1      | Алфретон Таун (5)           | 2 415   |
| 9 листопада               | Честерфілд (4)              | 2:0      | Девентрі Таун (8)           | 2 509   |
| 9 листопада               | Бристоль Сіті (3)           | 3:0      | Дагенгем енд Редбрідж (4)   | 3 763   |
| 9 листопада               | Престон Норт-Енд (3)        | 6:0      | Барнет (5)                  | 5 217   |
| 9 листопада               | Ротергем Юнайтед (3)        | 3:0      | Бредфорд Сіті (3)           | 7 667   |
| 9 листопада               | Джиллінгем (3)              | 1:1      | Бреклі Таун (6)             | 3 004   |
| 18 листопада Перегравання | Бреклі Таун (6)             | 1:0      | Джиллінгем (3)              | 1 772   |
| 9 листопада               | Солсбері Сіті (5)           | 4:2      | Дартфорд (5)                | 1 279   |
| 9 листопада               | Аккрінгтон Стенлі (4)       | 0:1      | Транмер Роверз (3)          | 1 711   |
| 9 листопада               | Брентфорд (3)               | 5:0      | Стейнс Таун (6)             | 5 263   |
| 9 листопада               | Стівенідж (3)               | 2:1      | Портсмут (4)                | 2 829   |
| 9 листопада               | Лейтон Орієнт (3)           | 5:2      | Саутпорт (5)                | 3 014   |
| 9 листопада               | Пітерборо Юнайтед (3)       | 2:0      | Ексетер Сіті (4)            | 3 379   |
| 9 листопада               | Торкі Юнайтед (4)           | 0:2      | Рочдейл (4)                 | 1 976   |
| 9 листопада               | Брейнтрі Таун (5)           | 1:1      | Ньюпорт Каунті (4)          | 1 004   |
| 19 листопада Перегравання | Ньюпорт Каунті (4)          | 1:0      | Брейнтрі Таун (5)           | 1 406   |
| 9 листопада               | Олдем Атлетік (3)           | 1:1      | Вулвергемптон Вондерерз (3) | 3 916   |
| 19 листопада Перегравання | Вулвергемптон Вондерерз (3) | 1:2      | Олдем Атлетік (3)           | 4 226   |
| 9 листопада               | Лінкольн Сіті (5)           | 0:0      | Плімут Аргайл (4)           | 2 924   |
| 20 листопада Перегравання | Плімут Аргайл (4)           | 5:0      | Лінкольн Сіті (5)           | 3 324   |
| 9 листопада               | Кіддермінстер Гарріерс (5)  | 4:1      | Саттон Юнайтед (6)          | 2 045   |
| 9 листопада               | Генсфорд Таун (6)           | 1:2      | Кроулі Таун (3)             | 2 321   |
| 9 листопада               | Стауербридж (7)             | 4:1      | Бігглзвейд Таун (7)         | 1 605   |
| 9 листопада               | Веллінг Юнайтед (5)         | 2:1      | Лутон Таун (5)              | 1 555   |
| 9 листопада               | Макклсфілд Таун (5)         | 4:0      | Свіндон Таун (3)            | 1 835   |
| 9 листопада               | Вікем Вондерерз (4)         | 1:1      | Кру Александра (3)          | 1 929   |
| 19 листопада Перегравання | Кру Александра (3)          | 0:2      | Вікем Вондерерз (4)         | 1 695   |
| 9 листопада               | Гластер Сіті (6)            | 0:2      | Флітвуд Таун (4)            | 1 183   |
| 10 листопада              | Бішопс Стортфорд (6)        | 1:2      | Нортгемптон Таун (4)        | 2 548   |
| 10 листопада              | Бертон Альбіон (4)          | 2:0      | Герфорд Юнайтед (5)         | 2 069   |
| 11 листопада              | Шортвуд Юнайтед (8)         | 0:4      | Порт Вейл (3)               | 1 247   |

## Другий раунд
| Дата                   | Господарі                  | Рахунок | Гості                | Глядачі |
| ---------------------- | -------------------------- | ------- | -------------------- | ------- |
| 6 грудня               | Порт Вейл (3)              | 4:1     | Солсбері Сіті (5)    | 4 658   |
| 7 грудня               | Вікем Вондерерз (4)        | 0:1     | Престон Норт-Енд (3) | 2 249   |
| 7 грудня               | Бристоль Роверз (4)        | 0:0     | Кроулі Таун (3)      | 4 623   |
| 18 грудня Перегравання | Кроулі Таун (3)            | 0:0     | Бристоль Роверз (4)  | 1 496   |
| 4 січня Перегравання   | Кроулі Таун (3)            | 1:2     | Бристоль Роверз (4)  | 2 435   |
| 7 грудня               | Мілтон Кінз Донз (3)       | 1:0     | Довер Атлетік (6)    | 4 060   |
| 7 грудня               | Карлайл Юнайтед (3)        | 3:2     | Брентфорд (3)        | 2 581   |
| 7 грудня               | Макклсфілд Таун (5)        | 3:2     | Бреклі Таун (6)      | 2 438   |
| 7 грудня               | Честерфілд (4)             | 1:3     | Саутенд Юнайтед (4)  | 4 067   |
| 7 грудня               | Олдем Атлетік (3)          | 1:1     | Мансфілд Таун (4)    | 3 429   |
| 17 грудня Перегравання | Мансфілд Таун (4)          | 1:4     | Олдем Атлетік (3)    | 2 836   |
| 7 грудня               | Ротергем Юнайтед (3)       | 1:2     | Рочдейл (4)          | 4 957   |
| 7 грудня               | Пітерборо Юнайтед (3)      | 5:0     | Транмер Роверз (3)   | 3 269   |
| 7 грудня               | Гартлпул Юнайтед (4)       | 1:1     | Ковентрі Сіті (3)    | 2 898   |
| 17 грудня Перегравання | Ковентрі Сіті (3)          | 2:1     | Гартлпул Юнайтед (4) | 1 214   |
| 7 грудня               | Кіддермінстер Гарріерс (5) | 4:2     | Ньюпорт Каунті (4)   | 2 636   |
| 7 грудня               | Плімут Аргайл (4)          | 3:1     | Веллінг Юнайтед (5)  | 4 706   |
| 7 грудня               | Флітвуд Таун (4)           | 1:1     | Бертон Альбіон (4)   | 2 119   |
| 17 грудня Перегравання | Бертон Альбіон (4)         | 1:0     | Флітвуд Таун (4)     | 1 777   |
| 7 грудня               | Грімсбі Таун (5)           | 2:0     | Нортгемптон Таун (4) | 3 828   |
| 7 грудня               | Лейтон Орієнт (3)          | 1:0     | Волсолл (3)          | 2 604   |
| 7 грудня               | Стівенідж (3)              | 4:0     | Стауербридж (7)      | 2 160   |
| 7 грудня               | Кембридж Юнайтед (5)       | 0:2     | Шеффілд Юнайтед (3)  | 4 593   |
| 7 грудня               | Тамворт (5)                | 1:2     | Бристоль Сіті (3)    | 2 860   |
| 7 грудня               | Рексем (5)                 | 1:2     | Оксфорд Юнайтед (4)  | 2 906   |

## Третій раунд
Переможці другого раунду зіграють з усіма командами із Прем'єр-ліги та Чемпіоншипу.
| Дата                  | Господарі                    | Рахунок  | Гості                      | Глядачі |
| --------------------- | ---------------------------- | -------- | -------------------------- | ------- |
| 4 січня               | Блекберн Роверз (2)          | 1:1      | Манчестер Сіті (1)         | 18 813  |
| 15 січня Перегравання | Манчестер Сіті (1)           | 5:0      | Блекберн Роверз (2)        | 33 102  |
| 4 січня               | Сток Сіті (1)                | 2:1      | Лестер Сіті (2)            | 16 844  |
| 4 січня               | Барнслі (2)                  | 1:2      | Ковентрі Сіті (3)          | 7 439   |
| 4 січня               | Йовіл Таун (2)               | 4:0      | Лейтон Орієнт (3)          | 3 667   |
| 4 січня               | Бристоль Сіті (3)            | 1:1      | Вотфорд (2)                | 10 165  |
| 14 січня Перегравання | Вотфорд (2)                  | 2:0      | Бристоль Сіті (3)          | 7 302   |
| 4 січня               | Саутенд Юнайтед (4)          | 4:1      | Міллволл (2)               | 7 923   |
| 4 січня               | Мідлсбро (2)                 | 0:2      | Галл Сіті (1)              | 15 571  |
| 4 січня               | Вест-Бромвіч Альбіон (1)     | 0:2      | Крістал Пелес (1)          | 12 700  |
| 4 січня               | Кіддермінстер Гарріерс (5)   | 0:0      | Пітерборо Юнайтед (3)      | 3 858   |
| 14 січня Перегравання | Пітерборо Юнайтед (3)        | 2:3      | Кіддермінстер Гарріерс (5) | 3 483   |
| 4 січня               | Донкастер Роверз (2)         | 2:3      | Стівенідж (3)              | 3 899   |
| 4 січня               | Саутгемптон (1)              | 4:3      | Бернлі (2)                 | 15 077  |
| 4 січня               | Ньюкасл Юнайтед (1)          | 1:2      | Кардіфф Сіті (1)           | 31 166  |
| 4 січня               | Рочдейл (4)                  | 2:0      | Лідс Юнайтед (2)           | 8 255   |
| 4 січня               | Віган Атлетік (2)            | 3:3      | Мілтон Кінз Донз (3)       | 6 960   |
| 14 січня Перегравання | Мілтон Кінз Донз (3)         | 1:3 (дч) | Віган Атлетік (2)          | 8 316   |
| 4 січня               | Норвіч Сіті (1)              | 1:1      | Фулгем (1)                 | 21 703  |
| 14 січня Перегравання | Фулгем (1)                   | 3:0      | Норвіч Сіті (1)            | 11 172  |
| 4 січня               | Астон Вілла (1)              | 1:2      | Шеффілд Юнайтед (3)        | 24 038  |
| 4 січня               | Макксфілд Таун (5)           | 1:1      | Шеффілд Венсдей (2)        | 5 873   |
| 14 січня Перегравання | Шеффілд Венсдей (2)          | 4:1      | Макксфілд Таун (5)         | 12 302  |
| 4 січня               | Болтон Вондерерз (2)         | 2:1      | Блекпул (2)                | 11 180  |
| 4 січня               | Евертон (1)                  | 4:0      | Квінз Парк Рейнджерс (2)   | 32 283  |
| 4 січня               | Брайтон енд Гоув Альбіон (2) | 1:0      | Редінг (2)                 | 20 696  |
| 4 січня               | Грімсбі Таун (5)             | 2:3      | Гаддерсфілд Таун (2)       | 6 504   |
| 4 січня               | Іпсвіч Таун (2)              | 1:1      | Престон Норт-Енд (3)       | 13 534  |
| 14 січня Перегравання | Престон Норт-Енд (3)         | 3:2      | Іпсвіч Таун (2)            | 6 088   |
| 4 січня               | Арсенал (1)                  | 2:0      | Тоттенгем Гостпур (1)      | 59 476  |
| 5 січня               | Ноттінгем Форест (2)         | 5:0      | Вест Гем Юнайтед (1)       | 14 397  |
| 5 січня               | Сандерленд (1)               | 3:1      | Карлайл Юнайтед (3)        | 21 973  |
| 5 січня               | Дербі Каунті (2)             | 0:2      | Челсі (1)                  | 32 110  |
| 5 січня               | Ліверпуль (1)                | 2:0      | Олдем Атлетік (3)          | 44 102  |
| 5 січня               | Порт Вейл (3)                | 2:2      | Плімут Аргайл (4)          | 5 511   |
| 14 січня Перегравання | Плімут Аргайл (4)            | 2:3      | Порт Вейл (3)              | 6 474   |
| 5 січня               | Манчестер Юнайтед (1)        | 1:2      | Свонсі Сіті (1)            | 73 190  |
| 14 січня              | Чарльтон Атлетік (2)         | 2:2      | Оксфорд Юнайтед (4)        | 5 566   |
| 21 січня Перегравання | Оксфорд Юнайтед (4)          | 0:3      | Чарльтон Атлетік (2)       | 3 225   |
| 14 січня              | Борнмут (2)                  | 4:1      | Бертон Альбіон (4)         | 10 343  |
| 14 січня              | Бірмінгем Сіті (2)           | 3:0      | Бристоль Роверз (4)        | 9 914   |

## Четвертий раунд
Жеребкування четвертого раунду відбулось 5 січня 2014 року о 16-й годині.
| Дата                  | Господарі            | Рахунок  | Гості                        | Глядачі |
| --------------------- | -------------------- | -------- | ---------------------------- | ------- |
| 24 січня              | Арсенал (1)          | 4:0      | Ковентрі Сіті (3)            | 59 451  |
| 24 січня              | Ноттінгем Форест (2) | 0:0      | Престон Норт-Енд (3)         | 26 465  |
| 5 лютого Перегравання | Престон Норт-Енд (3) | 0:2      | Ноттінгем Форест (2)         | 9 744   |
| 25 січня              | Борнмут (2)          | 0:2      | Ліверпуль (1)                | 11 475  |
| 25 січня              | Сандерленд (1)       | 1:0      | Кіддермінстер Гарріерс (5)   | 25 081  |
| 25 січня              | Болтон Вондерерз (2) | 0:1      | Кардіфф Сіті (1)             | 12 750  |
| 25 січня              | Саутгемптон (1)      | 2:0      | Йовіл Таун (2)               | 24 070  |
| 25 січня              | Гаддерсфілд Таун (2) | 0:1      | Чарльтон Атлетік (2)         | 10 120  |
| 25 січня              | Порт Вейл (3)        | 1:3      | Брайтон енд Гоув Альбіон (2) | 7 293   |
| 25 січня              | Саутенд Юнайтед (4)  | 0:2      | Галл Сіті (1)                | 10 250  |
| 25 січня              | Рочдейл (4)          | 1:2      | Шеффілд Венсдей (2)          | 8 240   |
| 25 січня              | Віган Атлетік (2)    | 2:1      | Крістал Пелес (1)            | 9 542   |
| 25 січня              | Манчестер Сіті (1)   | 4:2      | Вотфорд (2)                  | 46 514  |
| 25 січня              | Бірмінгем Сіті (2)   | 1:2      | Свонсі Сіті (1)              | 11 490  |
| 25 січня              | Стівенідж (3)        | 0:4      | Евертон (1)                  | 6 913   |
| 26 січня              | Шеффілд Юнайтед (3)  | 1:1      | Фулгем (1)                   | 16 324  |
| 4 лютого Перегравання | Фулгем (1)           | 0:1 (дч) | Шеффілд Юнайтед (3)          | 10 139  |
| 26 січня              | Челсі (1)            | 1:0      | Сток Сіті (1)                | 40 485  |

## П'ятий раунд
Жеребкування п'ятого раунду відбулось 26 січня 2014 року.
| Дата                   | Господарі                    | Рахунок | Гості                        | Глядачі |
| ---------------------- | ---------------------------- | ------- | ---------------------------- | ------- |
| 15 лютого              | Сандерленд (1)               | 1:0     | Саутгемптон (1)              | 16 777  |
| 15 лютого              | Кардіфф Сіті (1)             | 1:2     | Віган Атлетік (2)            | 17 123  |
| 15 лютого              | Манчестер Сіті (1)           | 2:0     | Челсі (1)                    | 47 013  |
| 16 лютого              | Евертон (1)                  | 3:1     | Свонсі Сіті (1)              | 31 498  |
| 16 лютого              | Шеффілд Юнайтед (3)          | 3:1     | Ноттінгем Форест (2)         | 25 118  |
| 16 лютого              | Арсенал (1)                  | 2:1     | Ліверпуль (1)                | 59 801  |
| 17 лютого              | Брайтон енд Гоув Альбіон (2) | 1:1     | Галл Сіті (1)                | 21 352  |
| 24 лютого Перегравання | Галл Сіті (1)                | 2:1     | Брайтон енд Гоув Альбіон (2) |         |
| 24 лютого              | Шеффілд Венсдей (2)          | 1:2     | Чарльтон Атлетік (2)         | 24 607  |

## Чвертьфінали
Жеребкування чвертьфіналів відбулось 16 лютого 2014 року.
| Дата      | Господарі           | Рахунок | Гості                | Глядачі |
| --------- | ------------------- | ------- | -------------------- | ------- |
| 8 березня | Арсенал (1)         | 4:1     | Евертон (1)          | 59 719  |
| 9 березня | Шеффілд Юнайтед (3) | 2:0     | Чарльтон Атлетік (2) | 30 048  |
| 9 березня | Галл Сіті (1)       | 3:0     | Сандерленд (1)       | 20 047  |
| 9 березня | Манчестер Сіті (1)  | 1:2     | Віган Атлетік (2)    |         |

## Півфінали
Жеребкування чвертьфіналів відбулось 9 березня 2014 року.
| Дата      | Господарі         | Рахунок        | Гості               | Глядачі |
| --------- | ----------------- | -------------- | ------------------- | ------- |
| 12 квітня | Віган Атлетік (2) | 1:1 (пен. 2:4) | Арсенал (1)         | 82 185  |
| 13 квітня | Галл Сіті (1)     | 5:3            | Шеффілд Юнайтед (3) | 71 820  |

## Фінал
Фінал відбувся 17 травня на стадіоні «Вемблі» в Лондоні.
| 17 травня 2014 17:00 BST |

| Арсенал                             | 3 – 2 (дч) | Галл Сіті          |
| ----------------------------------- | ---------- | ------------------ |
| Касорла 17' Косельні 71' Ремзі 109' |            | Честер 4' Девіс 8' |

| Вемблі, Лондон Глядачів: 89 345 Арбітр: Лі Проберт |